# Lahntal
Lahntal is een gemeente in de Duitse deelstaat Hessen en maakt deel uit van de Landkreis Marburg-Biedenkopf.
Lahntal telt 6.953 inwoners.

## Indeling van de gemeente
De gemeente Lahntal bestaat uit de volgende dorpen (tussen haakjes het aantal inwoners in juni 2008):
- Brungershausen (91)
- Caldern (1.330)
- Goßfelden (2.387)
- Göttingen (268)
- Kernbach (184)
- Sarnau (1.051)
- Sterzhausen (2.050), zetel van het gemeentebestuur.

De dichtstbijgelegen grote stad is Marburg op circa 8 km afstand ten zuidoosten van Sterzhausen.
De meeste christenen in de gemeente zijn evangelisch-luthers.

## Infrastructuur
De gemeente ligt aan de rivier de Lahn. De 498 m hoge Rimberg in het Rothaargebergte is bijna overal in de gemeente als markant punt in het landschap zichtbaar.

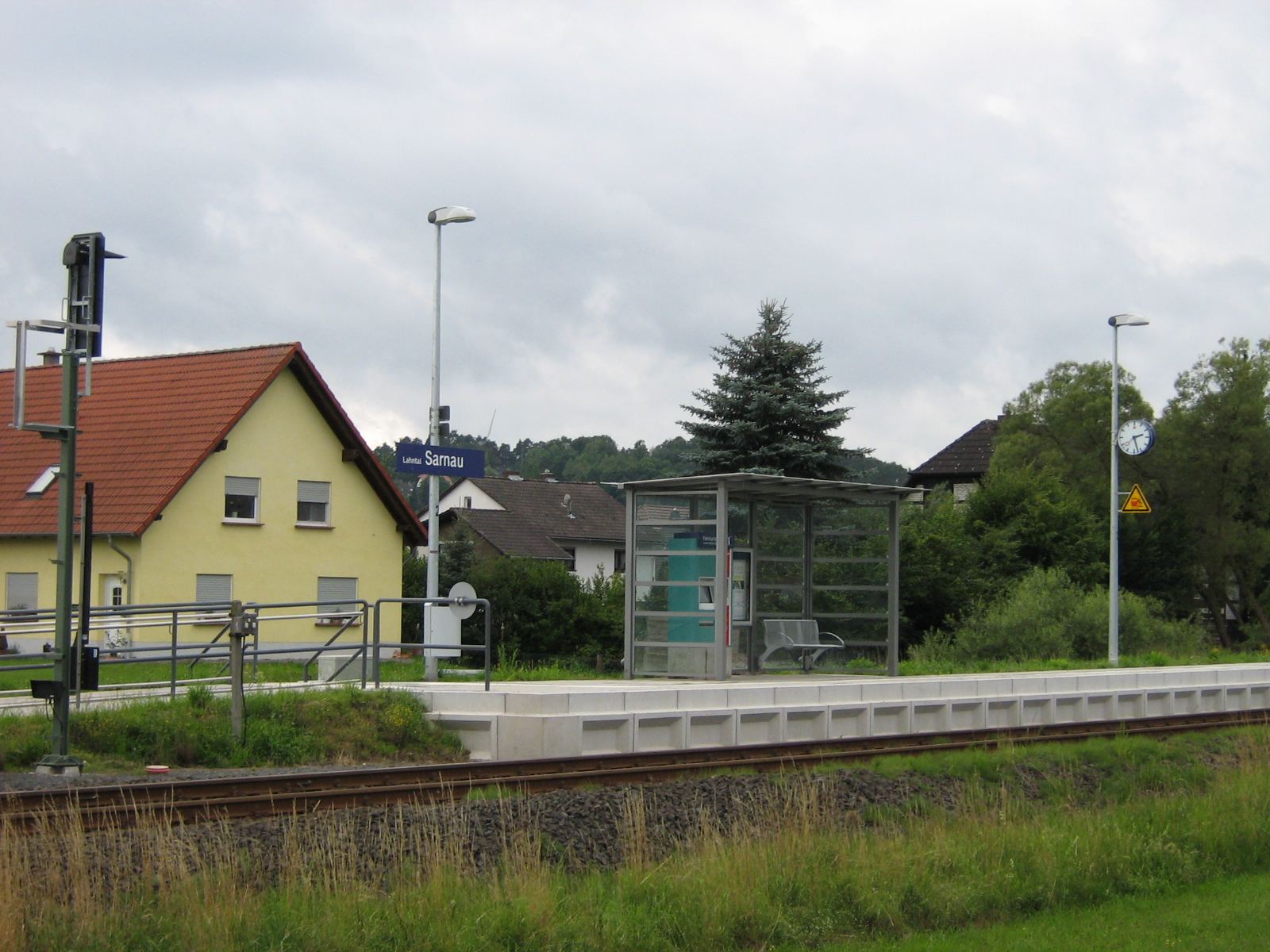
De in 2010 aangelegde nieuwe treinhalte Sarnau

Sarnau heeft een halteplaats voor stoptreinen, op 1 km afstand van het voormalige, in 2010 gesloten, station van dat dorp aan de Spoorlijn Kreuztal - Cölbe (Obere Lahntalbahn).
De Bundesstraße 62 loopt door o.a. Sterzhausen en Goßfelden. De Bundesstraße 252 eindigt te Lahntal-Göttingen en komt daar op de B 62 uit.

## Afbeeldingen

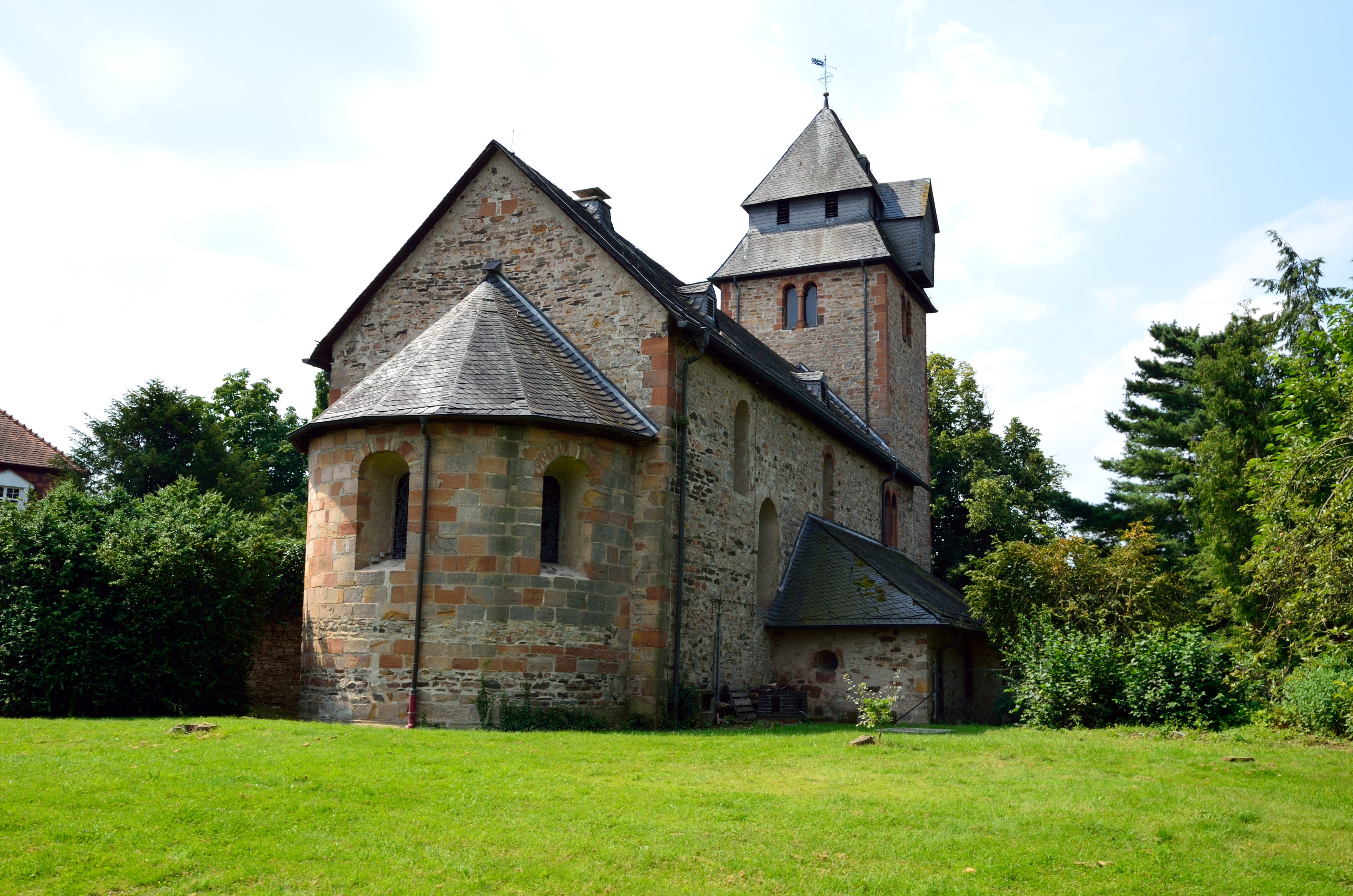
St. Nicolaaskerk, Caldern
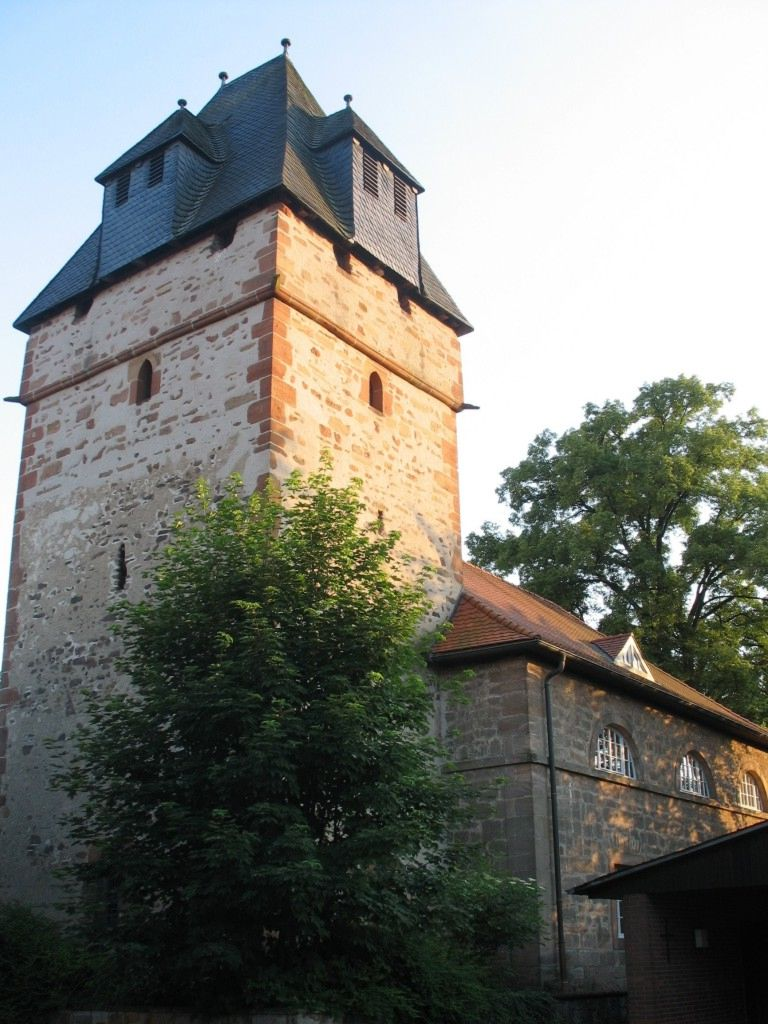
De middeleeuwse toren van de kerk te Sterzhausen
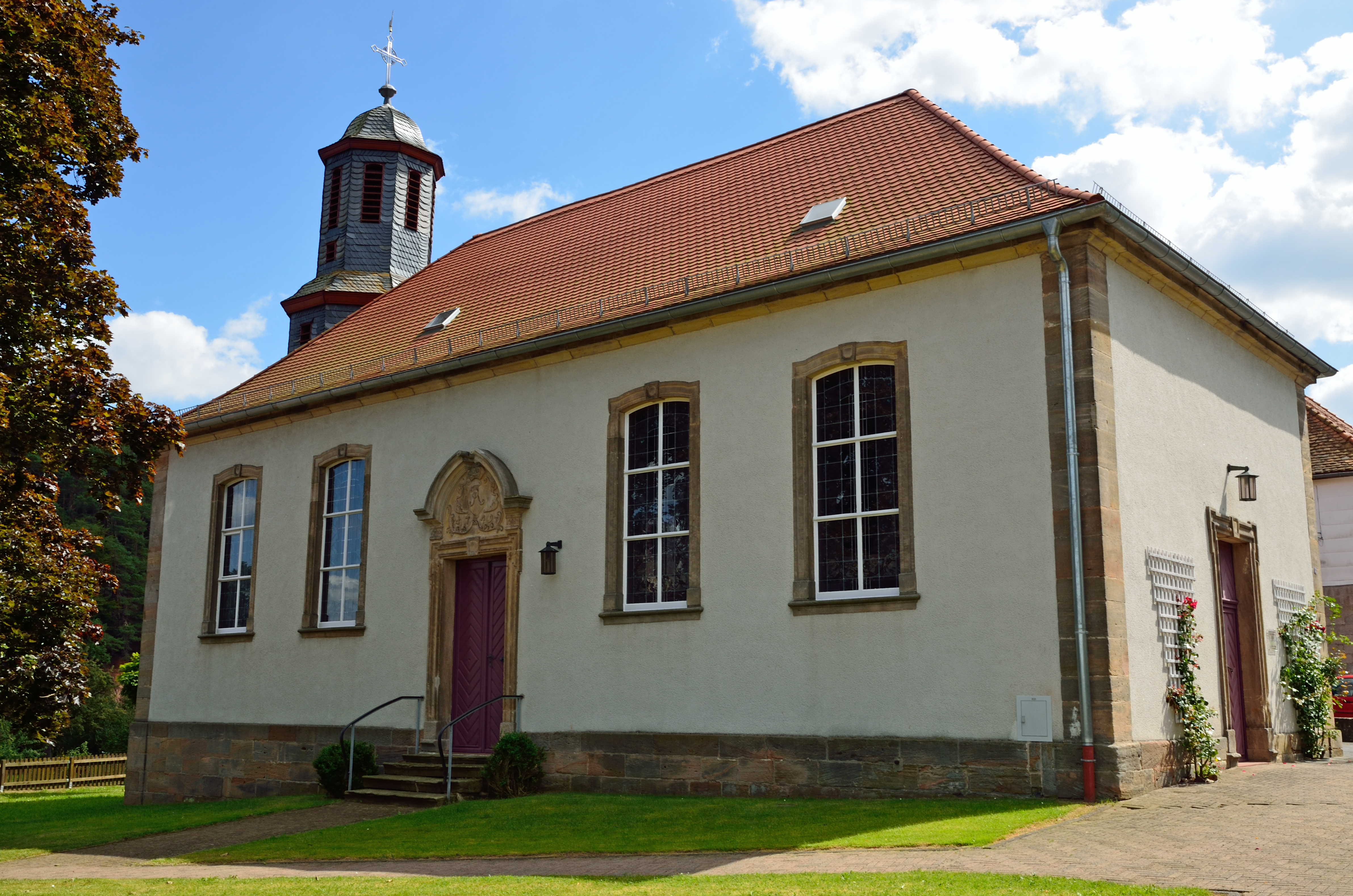
Kerkje te Goßfelden (1749)
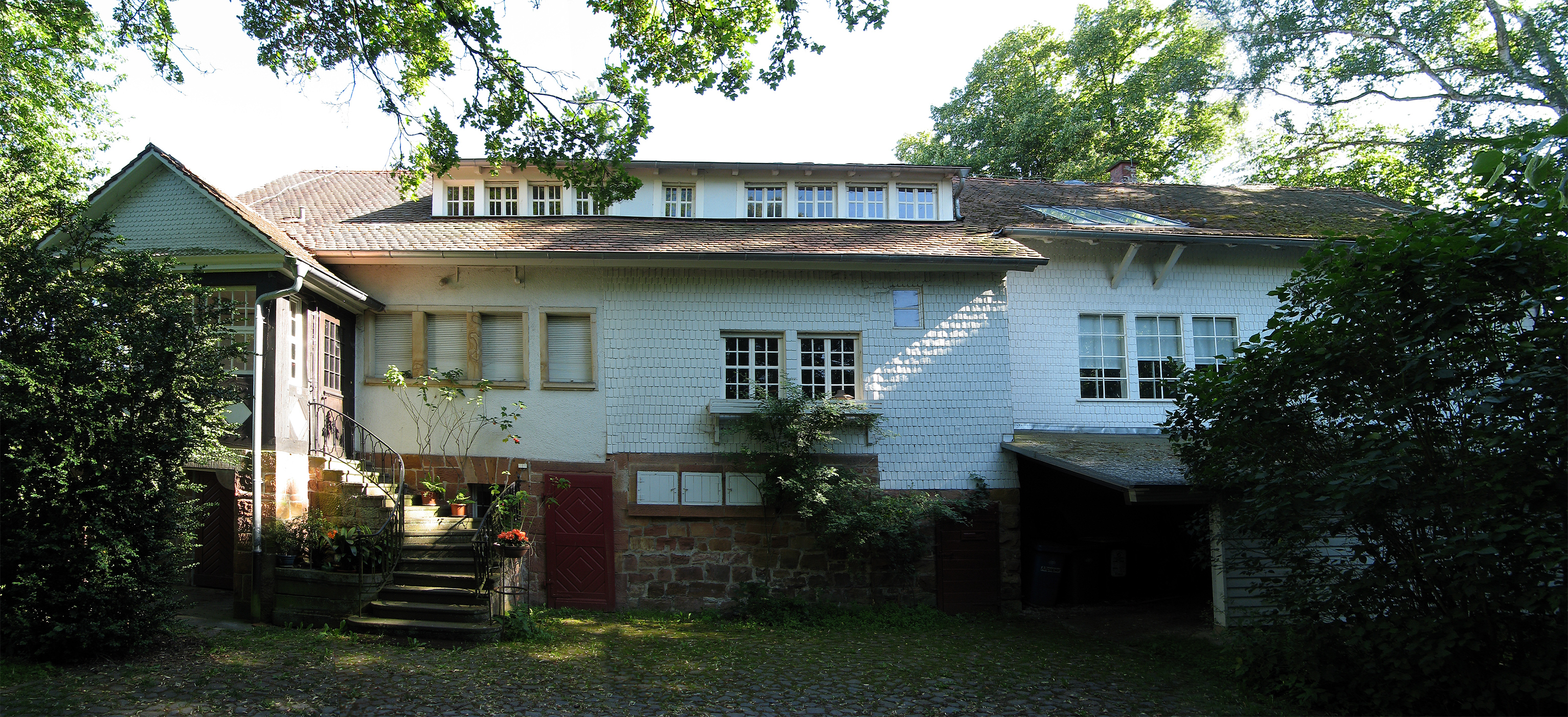
Otto-Ubbelohde-Haus
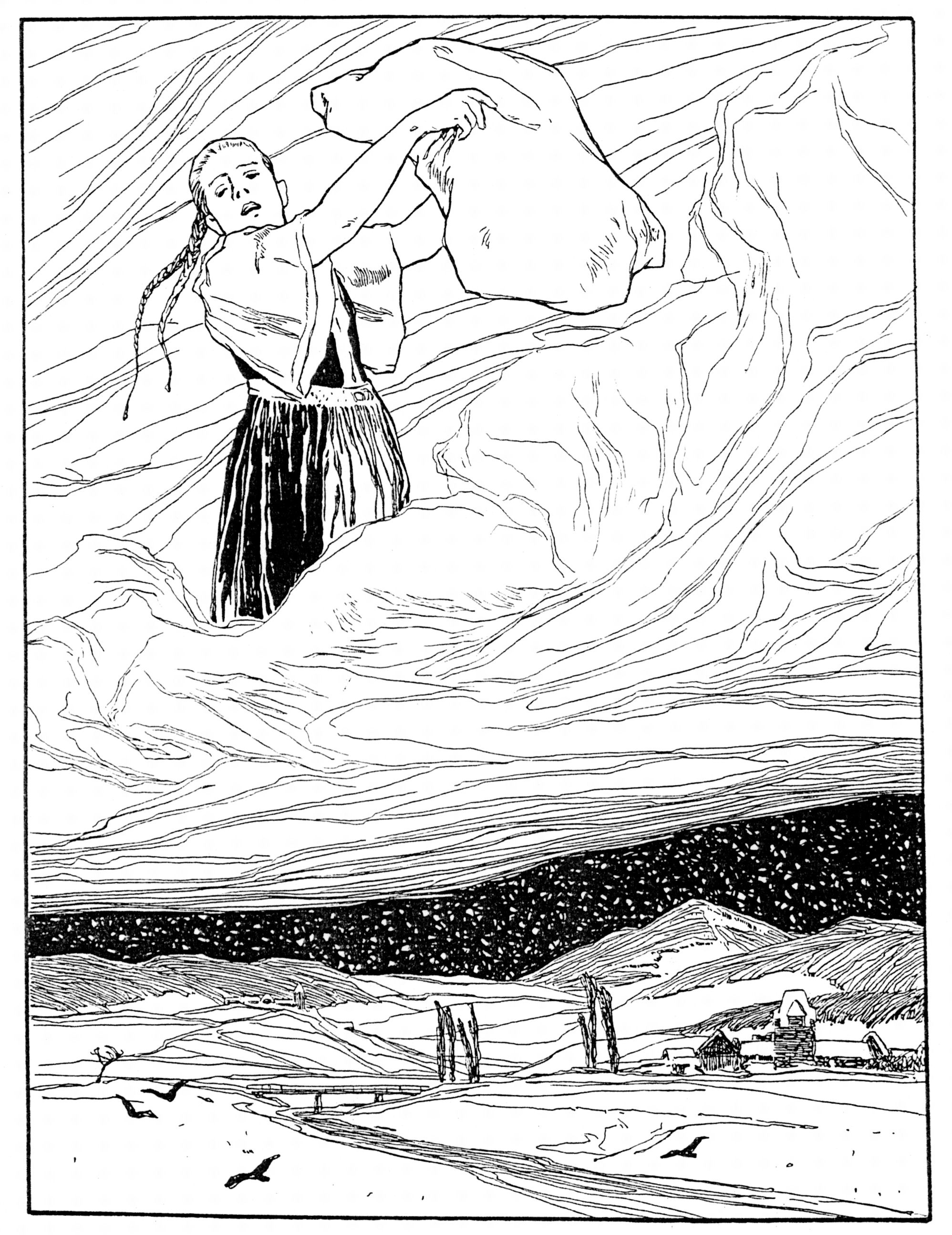
Vrouw Holle, illustratie door Otto Ubbelohde
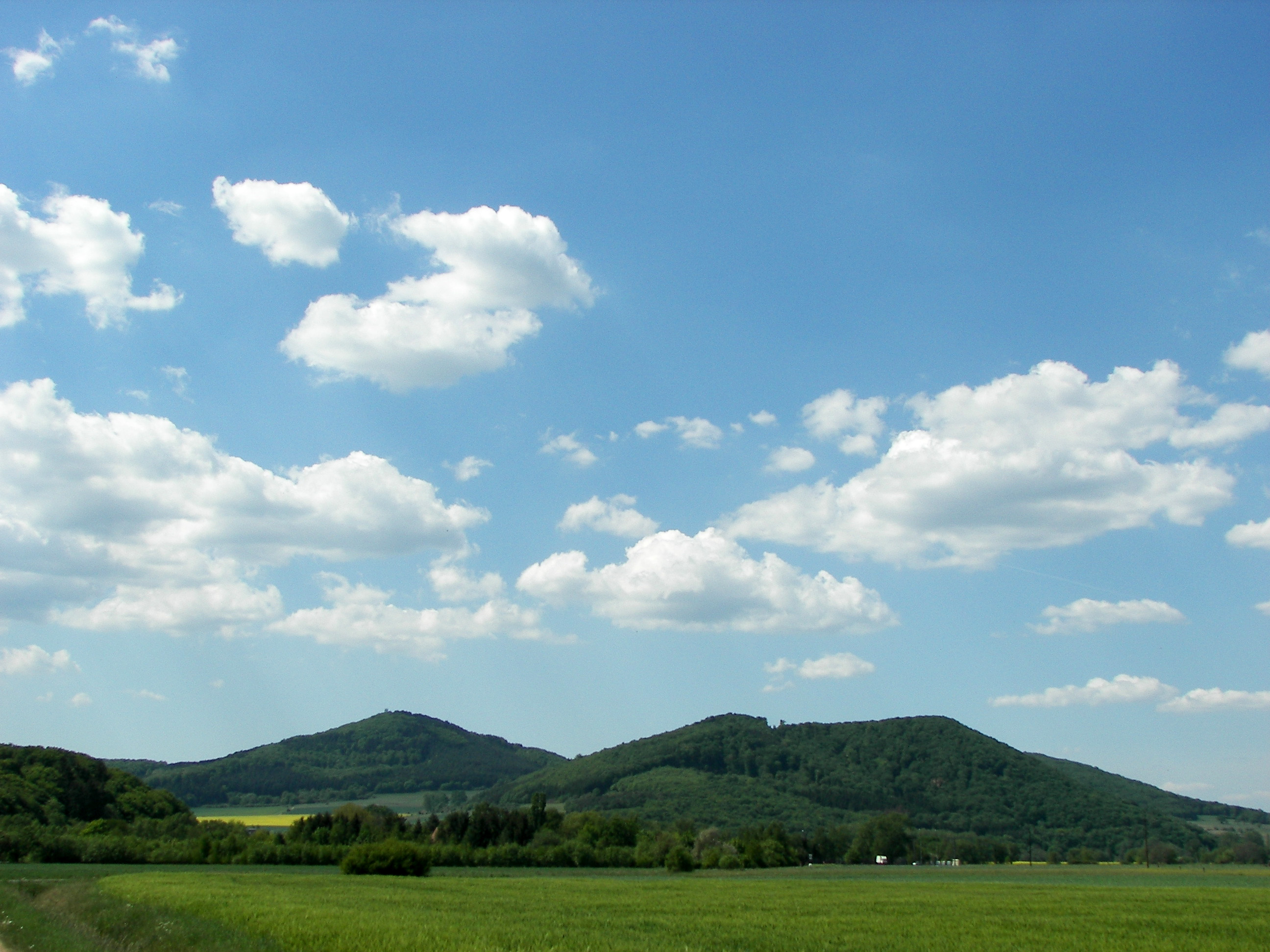
De Rimberg

## Bezienswaardigheden
- De 13e-eeuwse Nikolaikirche (St. Nicolaaskerk) te Caldern, die in de middeleeuwen deel uitmaakte van een belangrijk klooster, geldt als een kunsthistorisch monument van ver boven regionaal belang. Hertogin Sofia van Thüringen schonk de kloosterorde der cisterciënsers geld en grond voor de stichting ervan.
- Otto-Ubbelohde-Haus, aan de schilder Otto Ubbelohde gewijd museum te Goßfelden in het huis, waar deze kunstenaar is overleden. Dit gebouw is een etappeplaats van de toeristische route Deutsche Märchenstraße.

## Belangrijke personen in relatie tot de gemeente
- Otto Ubbelohde (* 5 januari 1867 in Marburg an der Lahn; † 8 mei 1922 in Goßfelden) Duits schilder, etser en boekillustrator van onder andere een bekende editie van de sprookjes (Kinder- und Hausmärchen) van de Gebroeders Grimm.

Amöneburg ·
Angelburg ·
Bad Endbach ·
Biedenkopf ·
Breidenbach ·
Cölbe ·
Dautphetal ·
Ebsdorfergrund ·
Fronhausen ·
Gladenbach ·
Kirchhain ·
Lahntal ·
Lohra ·
Marburg ·
Münchhausen ·
Neustadt (Hessen) ·
Rauschenberg ·
Stadtallendorf ·
Steffenberg ·
Weimar (Lahn) ·
Wetter (Hessen) ·
Wohratal